# Расслоение Зейферта
Расслоение Зейферта — тип обобщённого расслоения трёхмерных многообразий на окружности. Названо в честь Герберта Зейферта.

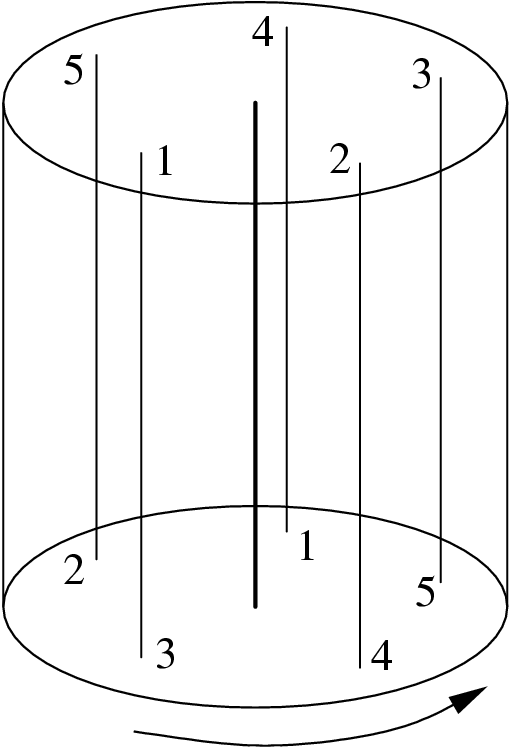
,

## Определение
Пусть {\displaystyle v} и {\displaystyle n} — взаимно простые целые числа, {\displaystyle 0\leq v<n}.  Отображение {\displaystyle g} — поворот диска {\displaystyle D^{2}} на угол {\displaystyle 2\pi v/n}. В произведении {\displaystyle D^{2}\times [0,1]} склеим каждую точку {\displaystyle (x,0)} с точкой {\displaystyle (g(x),1)}. Получим {\displaystyle S^{1}}-расслоение полнотория. 
Каждый слой в расслоении Зейферта имеет окрестность с таким расслоением.
Образы отрезков {\displaystyle x\times [0,1]} в полученном полнотории {\displaystyle D^{2}\times S^{1}}
составляют слои, каждый слой, кроме центрального, состоит из {\displaystyle n} отрезков.
Если {\displaystyle v>0}, центральный слой называется особым.

## Примеры
- Если на {\displaystyle M^{3}} действует окружность {\displaystyle S^{1}} без неподвижных точек то орбиты действия образуют расслоение Зейферта.
- Более того, если {\displaystyle M^{3}} ориентируемо, то каждое расслоение Зейферта на {\displaystyle M^{3}} индуцируется таким действием {\displaystyle S^{1}}.

## Связанные определения
- Многообразие Зейферта — многообразие, допускающее расслоение Зейферта.